# Portulaca aurantiaca
Portulaca aurantiaca är en portlakväxtart som beskrevs av G.R. Proctor. Portulaca aurantiaca ingår i släktet portlaker, och familjen portlakväxter. Inga underarter finns listade i Catalogue of Life.